# Paul Boeswillwald
Paul Louis Boeswillwald (Parigi, 22 ottobre 1844 – Parigi, 17 luglio 1931) è stato un architetto, storico dell'arte e restauratore francese.

## Biografia
Figlio dell'architetto Émile Boeswillwald e padre del pittore Émile Artus Boeswillwald, fu allievo di suo padre e Charles Laisné e collaborò con Eugène Viollet-le-Duc al restauro dei bastioni della Città fortificata storica di Carcassonne dal 1879.
Come suo padre, era un ispettore dei monumenti storici. Succedette a suo padre nel restauro della cattedrale di Saint-Étienne a Toul. Fu anche un professore ed ebbe come allievi Max Sainsaulieu e Paul Vorin.
Architetto diocesano di Bourges, entrò nella commissione per i monumenti storici il 26 marzo 1885, il 21 dicembre 1895 venne nominato ispettore generale, per sostituire suo padre, e si ritirò l'11 febbraio 1929.

## Restauri
- Città fortificata storica di Carcassonne, in collaborazione con Eugène Viollet-le-Duc;
- Cattedrale di Saint-Étienne di Toul e Chiesa Collegiata di Saint-Gengoult, restaurati dopo la morte di suo padre, Émile Boeswillwald;
- Collegiata di Saint-Gengoult a Toul e il suo chiostro;
- torre e ponte di Orthez;

- bastioni di Guérande;
- Saint-Père-sous-Vézelay;
- Castello di Foix;
- Chiesa di Sant'Eliphe di Rampillon;
- chiesa di Appoigny;
- Abbazia della Trinità di Vendôme;
- monumenti a Bourges;

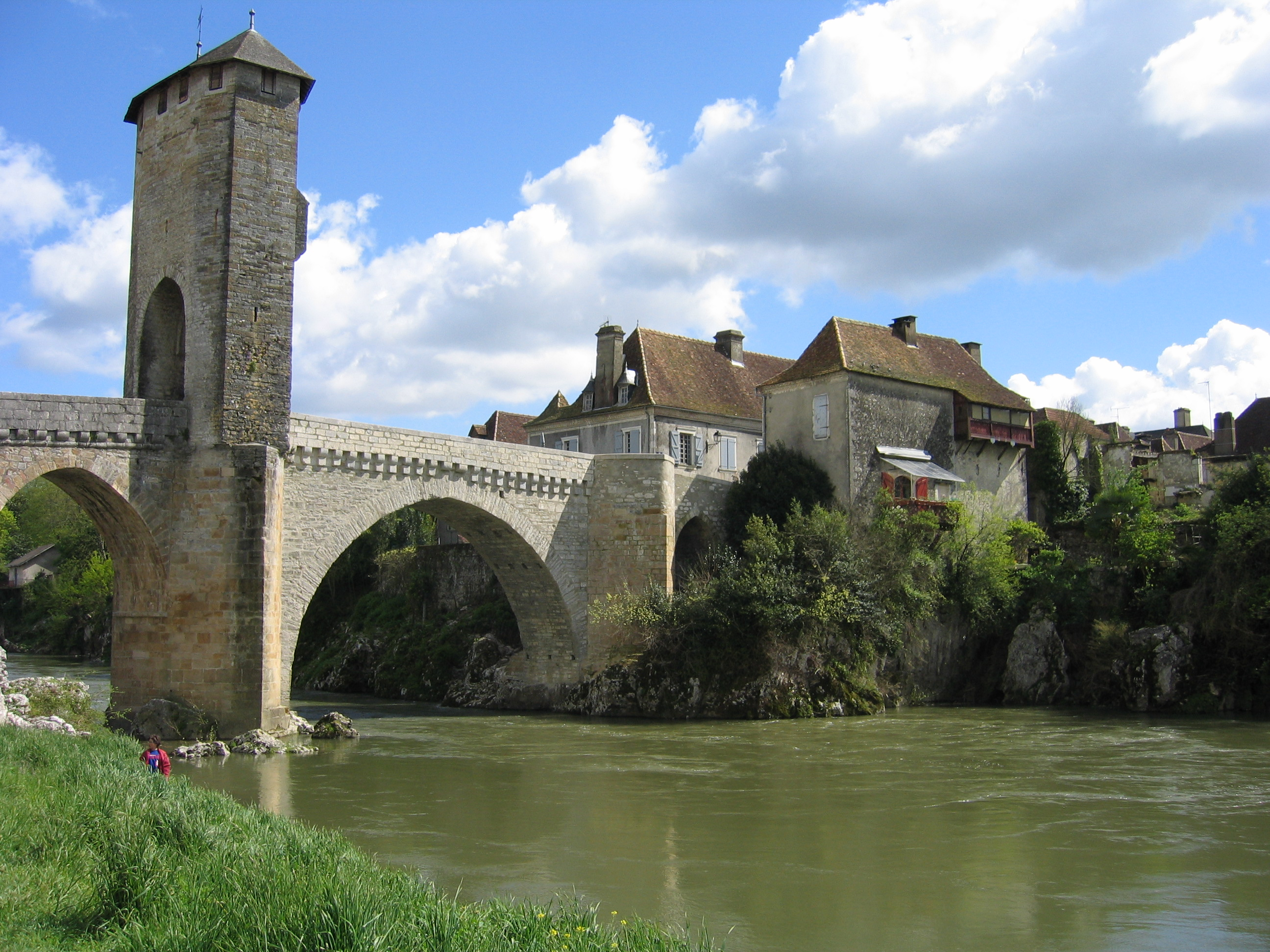
Il ponte fortificato di Orthez

- l'ex cattedrale di Notre-Dame de Laon dopo la morte di Louis Sauvageot nel 1907;

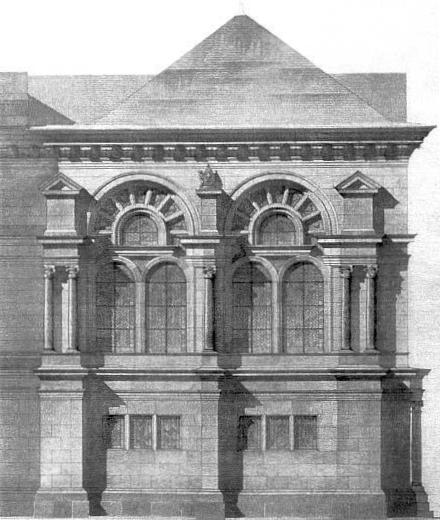
Cappella dei Vescovi di Toul di Paul Boeswillwald (1877)

- Hôtel de Cluny;
- Sainte-Chapelle.

## Iconografia
Suo figlio lo ritrasse nel 1895. Quest'opera esposta al Salone degli artisti francesi del 1895 fu donata, nel 1982, al museo di Nogent-sur-Seine.